# Ceraphron bestiola
Ceraphron bestiola är en stekelart som beskrevs av Cancemi och Paul Dessart 1995. Ceraphron bestiola ingår i släktet Ceraphron och familjen pysslingsteklar. Inga underarter finns listade i Catalogue of Life.